# Расва
Расва (ест. Rasva) — село в Естонії, входить до складу волості Риуге, повіту Вирумаа.